# Старата столица
Вижте пояснителната страница за други значения на Старата столица.
„Старата столица“ (на японски: 古都) е роман на японския писател Ясунари Кавабата, издаден през 1962 година.
В центъра на сюжета са две близначки в старата японска столица Киото през 60-те години на XX век, които са разделени малко след раждането си и израстват в различни социални условия – едната в заможно артистично семейство, а другата в село край града.
Романът е една от трите книги на Кавабата, посочени от Нобеловия комитет при награждаването му с Нобелова награда за литература през 1968 година. Той е филмиран през 1963 година от Нобору Накамура и през 1980 година от Кон Ичикава.